# 澳洲狸藻節
澳洲狸藻節（学名：Utricularia sect. Australes）为狸藻屬下的一節。其下的三个物种皆為小型陸生食虫植物，分佈於澳大利亞與紐西蘭。1989年，彼得·泰勒在狸藻属专著《狸藻属——分类学专著》发表了该组的描述，其下物种分离自小型狸藻组（Meionula）。彼得·泰勒最初將该節置於狸藻亞屬（Utricularia）內。但根据进一步的系统发生学数据，在恢复雙瓣狸藻亞屬（Bivalvaria）的同时，也将澳洲狸藻组置于其下。